# Пентхаус: Война в живота
„Пентхаус: Война в живота“ (на корейски: 펜트하우스, Penteuhauseu; на английски: The Penthouse: War in Life) е южнокорейски сериал, който дебютира на 26 октомври 2020 г. по SBS. Той изобразява солидарността и отмъщението на жените, които не са имали друг избор, освен да станат злотворни, за да защитят себе си и децата си. Първият тийзър е пуснат на 29 септември 2020 г. Тийзърът за втори сезон е пуснат на 12 януари 2021 г., а този за третия сезон беше пуснат на 27 май 2021 г.
В края на първия сезон сериалът с 5,3 милиона зрители е поставен на 9-то място в Топ 50 Корейски телевизионни сериали с национални зрители, а към края на втория сезон на 2 април 2021 г. той е вече с 5,69 милиона зрители и е поставен на 8-мо място.

## Актьори
- И Джи А – Шим Су Рьон / На Е Гьо
- Ким Со Йон – Чон Со Джин
- Юджийн – О Юн Хи
- Ом Ги Джун – Джу Дан Те / г-н Бак
- Пак Ън Сеок – Гу Хо Донг / Логан Лий / Алекс Лий
- Юн Джонг Хун – Ха Юн Чол
- Юн Кюнг Шин – Канг Ма Ри
- Бонг Тае Гю – Ли Гю Джин
- Юн Джу-хи – Гоу Санг А

## Резюме на Сезон 1
„Пентхаус“ разказва историята на богатите семейства, живеещи в Хера Палас, и техните деца в училището по изкуства Чеонг А.
Жителите от Хера Палас, луксозен пентхаус на 100 етажа, имат много тайни и скрити амбиции. Шим Су Рьон е елегантна, богата жена и кралицата на пентхаус апартамента. Съпругът ѝ – Джу Дан Те, е успешен бизнесмен. По-късно научава, че той крие тайни от нея. Чон Со Джин, солистката от 100-етажната сграда, използва всякакви методи, така че дъщеря ѝ да има престижно бъдеще. О Ю Ни е от беден семеен произход, но тя се стреми да влезе във висшето общество, ставайки кралица на пентхаус апартамента, върхът на успеха в нейните очи. Нейна съперница в кариерно развитие е Чон Со Джин, чийто баща е ръководител на училището по изкуства Чеонг А, още от гимназията. Двете създават любовен триъгълник с Ха Юн Чол.
Всички те имат големи амбиции и желания за децата си и биха направили всичко за тях. Животът им обаче започва да се руши, когато младо мистериозно момиче на име Мин Са Ра умира по време на парти в Хера Палас. Докато жителите на Хера Палас се опитват да прикрият уликите, те не спират да се подозират взаимно за убийството.
Започва битка за богатство, власт и престиж в най-желания пентхаус в Сеул.

## Резюме на Сезон 2
Внимание: Следващият параграф съдържа СПОЙЛЕРИ за тези, които не са гледали първия сезон!!!
„Пентхаус 2“ се фокусира върху тайните на Шим Су Рьон, отмъщението на О Юн Хи, падението на Чон Со Джин и децата от Хера Палас, които искат да бъдат най-добрите и да спечелят голямата награда на фестивала на изкуствата Cheong-ah.
След като успешно са натопили О Юн Хи за убийството, Чон Со Джин и Джу Дан Те решават да се оженят. Годежното им парти е прекъснато от О Юн Хи и Ха Юн Чол, които току-що са се завърнали от САЩ. Докато тайните се разкриват, отношенията между хората от Хера Палас се заплитат, но се появява друга мистериозна фигура, която се изправя срещу тях.

## Резюме на Сезон 3
Внимание: Следващият параграф съдържа СПОЙЛЕРИ за тези, които не са гледали предишните сезони!!!
„Пентхаус 3“ се фокусира върху жителите на Хера Палас след техните изпитания и деца им, които се подготвят за явяване на приемния изпит в колежа.
Шим Су Рьон най-накрая отмъщава на жителите от Хера Палас. Те загубиха всичките си пари, като инвестираха в квартал Cheonsoo, и още по-лошо, излежават присъдата за прикриване на смъртта на Мин Сол А. Тези алчни жители на Хера Палас, които са се хванали на собствените си капани, в крайна сметка губят богатството си, репутацията и всичко, което са имали. Су Рьон успява да си отмъсти на Дан Те, който се опита да я убие. Когато Су Рьон е решила, че кошмарът най-накрая е приключил, тя става свидетел на смъртта на Логан Лий. Кой е могъл да планира убийството на Логан и какво ще се случи с жителите на Хера Палас след това? Желанието им за отмъщение още не е приключило.